# 微好気性生物
微好気性生物（びこうきせいせいぶつ）は、その生存に酸素を要求するが、大気環境中に存在する酸素の濃度（約20 %）よりもずっと低いレベルの酸素を含んだ生息環境を必要とする、独特なタイプの生物である。
微好気性生物の例としては、ヒトにライム病を引き起こすスピロヘータであるBorrelia burgdorferi、消化性潰瘍やいくつかのタイプの胃炎に関係しているHelicobacter pylori などが含まれている。

### 翻訳元
Microaerophile